# Лудвиг Рот фон Шрекенщайн
Лудвиг Йохан Карл Грегор Евзебиуз Рот фон Шрекенщайн (на немски: Freiherr Ludwig Johann Karl Gregor Eusebiu Roth von Schreckenstein; * 16 ноември 1789 в Имендинген, Баден; † 30 май 1858 в Мюнстер, Вестфалия) е фрайхер от стария швабски род Рот фон Шрекенщайн, пруски генерал на кавалерията и военен министър.
Той е син на фрайхер Фридрих Рот фон Шрекенщайн (1753 – 1808) и съпругата му Кунигунда фон Ридхайм (1767 – 1828).
През 1806 г. Шрекенщайн става паж в двора на крал Фридрих Август I Саксонски. На 16 април 1809 г. той става офицер, влиза като лейтенант в саксонската войска и участва през 1812 г. в похода на Наполеон Бонапарт в Русия. Там той е в щаба на генерал Йохан фон Тилман, където през септември 1812 г. има големи успехи в Битката при Бородино.
На 15 май 1815 г. той е ритмайстер и адютант на Тилеман на пруска служба. През 1816 г. е повишен на майор и става 1824 г. щабен офицер в Дюселдорф.
До 1834 г. той е полковник и 1837 г. командир на кавалерийска бригада в Мюнстер. През 1841 г. той е повишен на генерал-майор. През 1848 г. той е командир на императорска дивизия. На 10 май 1848 г. той е генерал-лейтенант и на 25 юни става пруски военен министър след Август фон Каниц и през септември напуска. С него си отива цялото военно министерство.
На 19 април 1849 г. той отново е на военна служба, става командир през войната Шлезвиг-Холщай (1848 – 1851). През септември той получава командването на стационираната пруска войска в Баден, Хоенцолерн и Франкфурт. На 2 юни 1853 г. Шрекенщайн е повишен на генерал на кавалерията. През 1857 г. той получава „Кралския Хоенцолерн домашен орден“.
През 1858 г. той придружава пруския принц Фридрих Вилхелм Пруски, по-късния немски кайзер Фридрих III за женитбата му на 25 януари с принцеса Виктория Сакскобургготска от Великобритания и Ирландия. в Лондон.
Той умира в двореца на княжеския епископ в Мюнстер.

## Фамилия
Лудвиг Рот фон Шрекенщайн се жени на 4 октомври 1828 г. за Луиза фон Хатцфелд (* 21 ноември 1800; † 22 януари 1835), дъщеря на генерал-лейтенант 1. княз (от 1803) Франц Лудвиг фон Хатцфелд (1756 – 1827) и графиня Мария Фридерика Каролина фон дер Шуленбург цу Кенерт (1779 – 1832). Те имат децата:
- Конрад Евзебиус (1829 – 1905), женен 1863 г. за Цецилия фон Арним, дъщеря на генерал Густав фон Арним (1796 – 1877) и фрайин Албертина фон Монтмартин (1797 – 1863)
- Максимилиан (1831 – 1875)

## Произведения
През 1850-те години Лудвиг Рот фон Шрекенщайн пише военните произведения:
- Gedanken über die Organisation und den Gebrauch der Cavallerie im Felde. Berlin 1849.
- Die Cavallerie in der Schlacht an der Moskwa. Münster 1855.
- Vorlesung über den Sicherheitsdienst im Felde nebst Betrachtung über Taktik und Strategie. Münster 1858.